# Les Vignes
Les Vignes era una comuna francesa situada en el departamento de Lozère, de la región de Occitania, que el 1 de enero de 2017 pasó a ser una comuna delegada de la comuna nueva de Massegros-Causses-Gorges al fusionarse con las comunas de Le Massegros, Le Recoux, Saint-Georges-de-Lévéjac y Saint-Rome-de-Dolan.

## Demografía
| Gráfica de evolución demográfica de Les Vignes entre 1800 y 2014 |
|                                                                  |

Los datos demográficos contemplados en este gráfico de la comuna de Les Vignes se han cogido de 1800 a 1999 de la página francesa EHESS/Cassini, y los demás datos de la página del INSEE.